# Veleronia serratifrons
Veleronia serratifrons är en kräftdjursart som beskrevs av Lipke Bijdeley Holthuis 1951. Veleronia serratifrons ingår i släktet Veleronia och familjen Palaemonidae. Inga underarter finns listade i Catalogue of Life.